# ИМТ 2000
ИМТ 2000 (енг. IMT - International Mobile Telecommunications-2000) је глобални стандард треће генерације (3Г) мобилних комуникација, дефинисан је од стране Међународне телекомуникационе уније (МТУ).
1999. године МТУ је одобрила 5 варијаната радио стандарда за ИМТ 2000, то су:
- - познат и под именом W-CDMA или UTRA-FDD, користи се у УМТС-у;
- - познат и под именом CDMA2000, који је наследник 2Г CDMA;
- - он обухвата: TD-CDMA (Time Division - Code Division Multiple Access) и TD-SCDMA (Time Division - Synchronous Code Division Multiple Access). Оба су стандардизована на 3GPP у УМТС као UTRA TDD-HCR (3.84 Mcps, 5 MHz пропусном опсегу,  ваздушном итерфејсу) и UTRA TDD-LCR (1.28 Mcps, 1.6 MHz пропусном опсегу,  ваздушном интерфејсу).
- - познат и под именом UWC;
- - познат и под именом DECT.